# DDR-Einzelmeisterschaft im Schach 1976
Die 25. DDR-Einzelmeisterschaft im Schach fand im Februar 1976 in Gröditz statt.

## Allgemeines
Die Teilnehmer hatten sich über das sogenannte Dreiviertelfinale sowie ein System von Vorberechtigungen und Freiplätzen für diese Meisterschaft qualifiziert.

## Meisterschaft der Herren
Das Feld wurde zu dieser Meisterschaft auf 16 Teilnehmer verkleinert. Uwe Bönsch lag lange Zeit deutlich in Führung, wurde jedoch schließlich noch von zwei Spielern eingeholt. Dabei schloss Günther Möhring durch den Sieg im direkten Duell in der letzten Runde noch zu ihm auf, während Wolfgang Uhlmann seine Letztrundenpartie vorgezogen und vorzeitig die Abreise zu einem internationalen Turnier in Jugoslawien angetreten hatte. Somit kam es doch noch zu einem Stichkampf zwischen drei punktgleichen Spielern. Auf den folgenden Plätzen sieht man etablierte Spieler, Jugendliche und Meisterschafts-Neulinge hatten es schwer. Zwei Spieler mussten das Turnier wegen Krankheit abbrechen und gaben drei bzw. vier Partien kampflos ab.
Die Zeitschrift Schach hebt hervor, dass Möhring mit 16 Endrundenteilnahmen in Folge einen Rekord aufstellte.

### Abschlusstabelle
|     | Teilnehmer                                 | 01 | 02 | 03 | 04 | 05 | 06 | 07 | 08 | 09 | 10 | 11 | 12 | 13 | 14 | 15 | 16 | Punkte |
| --- | ------------------------------------------ | -- | -- | -- | -- | -- | -- | -- | -- | -- | -- | -- | -- | -- | -- | -- | -- | ------ |
| 1/3 | Uwe Bönsch (Buna Halle-Neustadt)           |    | 1  | 0  | ½  | ½  | 1  | ½  | 1  | ½  | 0  | 1  | 1  | 1  | ½  | 1  | 1  | 10½    |
| 1/3 | Wolfgang Uhlmann (Post Dresden)            | 0  |    | ½  | 1  | 0  | ½  | ½  | 1  | ½  | 1  | 1  | 1  | 1  | ½  | 1  | 1  | 10½    |
| 1/3 | Günther Möhring (Chemie Lützkendorf)       | 1  | ½  |    | ½  | ½  | ½  | 1  | 1  | 0  | ½  | 1  | 1  | 1  | ½  | 1  | ½  | 10½    |
| 04  | Lutz Espig (Buna Halle-Neustadt)           | ½  | 0  | ½  |    | ½  | 1  | 1  | ½  | 0  | 1  | 1  | ½  | 1  | +  | ½  | +  | 10     |
| 05  | Heinz Liebert (Buna Halle-Neustadt)        | ½  | 1  | ½  | ½  |    | ½  | ½  | ½  | ½  | 1  | ½  | 1  | ½  | +  | ½  | 1  | 10     |
| 06  | Peter Hesse (Lok Mitte Leipzig)            | 0  | ½  | ½  | 0  | ½  |    | 1  | 1  | ½  | 1  | ½  | ½  | ½  | +  | 1  | +  | 09½    |
| 07  | Hans-Ulrich Grünberg (Vorwärts Strausberg) | ½  | ½  | 0  | 0  | ½  | 0  |    | ½  | 1  | ½  | 1  | 1  | 0  | 1  | ½  | 1  | 08     |
| 08  | Wolfgang Dietze (Chemie Lützkendorf)       | 0  | 0  | 0  | ½  | ½  | 0  | ½  |    | ½  | ½  | 1  | 1  | ½  | 1  | 1  | 1  | 08     |
| 09  | Helmut Roßmann (AdW Berlin)                | ½  | ½  | 1  | 1  | ½  | ½  | 0  | ½  |    | ½  | 0  | 0  | 1  | ½  | ½  | ½  | 07½    |
| 10  | Peter Babrikowski (PH Potsdam)             | 1  | 0  | ½  | 0  | 0  | 0  | ½  | ½  | ½  |    | ½  | ½  | 1  | 0  | ½  | 1  | 06½    |
| 11  | Thomas Pähtz (Vorwärts Strausberg)         | 0  | 0  | 0  | 0  | ½  | ½  | 0  | 0  | 1  | ½  |    | 1  | 0  | ½  | 1  | 1  | 06     |
| 12  | Thomas Casper (Carl Zeiss Jena)            | 0  | 0  | 0  | ½  | 0  | ½  | 0  | 0  | 1  | ½  | 0  |    | 1  | 1  | ½  | +  | 06     |
| 13  | Günter Walter (Lok Brandenburg)            | 0  | 0  | 0  | 0  | ½  | ½  | 1  | ½  | 0  | 0  | 1  | 0  |    | ½  | 1  | 0  | 05     |
| 14  | Fritz Baumbach (AdW Berlin)                | ½  | ½  | ½  | –  | –  | –  | 0  | 0  | ½  | 1  | ½  | 0  | ½  |    | ½  | ½  | 05     |
| 15  | Wolfgang Thormann (AdW Berlin)             | 0  | 0  | 0  | ½  | ½  | 0  | ½  | 0  | ½  | ½  | 0  | ½  | 0  | ½  |    | +  | 04½    |
| 16  | Werner Müller (Aktivist Senftenberg)       | 0  | 0  | ½  | –  | 0  | –  | 0  | 0  | ½  | 0  | 0  | –  | 1  | ½  | –  |    | 02½    |

#### Stichkampf
Der Stichkampf zur Ermittlung des DDR-Meisters 1976 fand Ende Juli in Gröditz statt. Während Uwe Bönsch diesmal noch chancenlos war, kamen Wolfgang Uhlmann und Günther Möhring gleichauf ins Ziel. Für diesen Fall sollte die Feinwertung (Anzahl der Gewinnpartien) aus dem eigentlichen Meisterschaftsturnier entscheiden, wodurch Uhlmann seinen Titel verteidigte und zum siebenten Mal DDR-Meister wurde.
|   | Teilnehmer                           | 01  | 02  | 03 | Punkte |
| - | ------------------------------------ | --- | --- | -- | ------ |
| 1 | Wolfgang Uhlmann (Post Dresden)      |     | ½ 0 | 1  | 2½     |
| 2 | Günther Möhring (Chemie Lützkendorf) | ½ 1 |     | ½  | 2½     |
| 3 | Uwe Bönsch (Buna Halle-Neustadt)     | 0   | ½   |    | 1      |

### Dreiviertelfinale
Das Dreiviertelfinale der Herren fand Anfang August 1975 in Benshausen statt. Schiedsrichter war Werner Schreyer. Meist setzten sich die Favoriten durch, einige frühere Meisterschaftsteilnehmer scheiterten knapp. Ex-Meister Lothar Zinn war hingegen völlig außer Form.
Gruppe A
|    | Teilnehmer                                 | 01 | 02 | 03 | 04 | 05 | 06 | 07 | 08 | 09 | 10 | Punkte |
| -- | ------------------------------------------ | -- | -- | -- | -- | -- | -- | -- | -- | -- | -- | ------ |
| 01 | Hans-Ulrich Grünberg (Vorwärts Strausberg) |    | 1  | ½  | ½  | 1  | ½  | ½  | ½  | 1  | 1  | 6½     |
| 02 | Werner Müller (Aktivist Senftenberg)       | 0  |    | 0  | ½  | 1  | 1  | 1  | ½  | 1  | 1  | 6      |
| 03 | Bodo Starck (AdW Berlin)                   | ½  | 1  |    | 1  | 0  | 0  | ½  | 1  | 1  | ½  | 5½     |
| 04 | Olaf Raitza (Lok Rostock)                  | ½  | ½  | 0  |    | 1  | ½  | ½  | 1  | 1  | ½  | 5½     |
| 05 | Harald Darius (Motor SO Magdeburg)         | 0  | 0  | 1  | 0  |    | ½  | ½  | 1  | 1  | ½  | 4½     |
| 06 | Thomas Espig (Greika Greiz)                | ½  | 0  | 1  | ½  | 1  |    | ½  | 1  | 0  | 0  | 4½     |
| 07 | Lothar Kollberg (AdW Berlin)               | ½  | 0  | ½  | ½  | 0  | ½  |    | ½  | 1  | 1  | 4½     |
| 08 | Rainer Hoffmann (Chemie Lützkendorf)       | ½  | ½  | 0  | 0  | ½  | 0  | ½  |    | ½  | ½  | 3      |
| 09 | Thomas Bundrock (Vorwärts Stollberg)       | 0  | 0  | 0  | 0  | 0  | 1  | 0  | ½  |    | 1  | 2½     |
| 10 | Günther Heinsohn (SG Leipzig)              | 0  | 0  | ½  | ½  | 0  | 1  | 0  | ½  | 0  |    | 2½     |

Gruppe B
|    | Teilnehmer                                 | 01 | 02 | 03 | 04 | 05 | 06 | 07 | 08 | 09 | 10 | Punkte |
| -- | ------------------------------------------ | -- | -- | -- | -- | -- | -- | -- | -- | -- | -- | ------ |
| 01 | Helmut Roßmann (Medizin Neubrandenburg)    |    | ½  | 0  | 1  | ½  | ½  | 1  | 1  | 1  | 1  | 6½     |
| 02 | Günter Walter (Lok Brandenburg)            | ½  |    | 0  | 1  | ½  | 1  | 0  | 1  | 1  | 1  | 6      |
| 03 | Fritz Baumbach (AdW Berlin)                | 1  | 1  |    | 1  | ½  | 0  | ½  | ½  | ½  | 1  | 6      |
| 04 | Thomas Pähtz (Vorwärts Oranienburg)        | 0  | 0  | 0  |    | 1  | 1  | 1  | 1  | 0  | 1  | 5      |
| 05 | Christian Syré (Post Dresden)              | ½  | ½  | ½  | 0  |    | 1  | 0  | 1  | ½  | 1  | 5      |
| 06 | Gerhard Köhler (Vorwärts Strausberg)       | ½  | 0  | 1  | 0  | 0  |    | 1  | ½  | 1  | ½  | 4½     |
| 07 | Christian Steudtmann (Lok Karl-Marx-Stadt) | 0  | 1  | ½  | 0  | 1  | 0  |    | 0  | 1  | ½  | 4      |
| 08 | Siegfried Rühlemann (Lok Mitte Leipzig)    | 0  | 0  | ½  | 0  | 0  | ½  | 1  |    | 1  | 1  | 4      |
| 09 | Eberhard Geissert (Aktivist Lauchhammer)   | 0  | 0  | ½  | 1  | ½  | 0  | 0  | 0  |    | 1  | 3      |
| 10 | Reinhardt Gorges (TSG Calbe)               | 0  | 0  | 0  | 0  | 0  | ½  | ½  | 0  | 0  |    | 1      |

Gruppe C
|    | Teilnehmer                                 | 01 | 02 | 03 | 04 | 05 | 06 | 07 | 08 | 09 | 10 | Punkte |
| -- | ------------------------------------------ | -- | -- | -- | -- | -- | -- | -- | -- | -- | -- | ------ |
| 01 | Peter Babrikowski (Wissenschaft Potsdam)   |    | ½  | ½  | 1  | 0  | 1  | ½  | 1  | 1  | 1  | 6½     |
| 02 | Günther Möhring (Chemie Lützkendorf)       | ½  |    | 1  | 1  | ½  | ½  | ½  | 1  | ½  | 1  | 6½     |
| 03 | Peter Hesse (Lok Mitte Leipzig)            | ½  | 0  |    | 1  | ½  | 1  | 1  | 0  | 1  | 1  | 6      |
| 04 | Rainer Möbius (Lok Karl-Marx-Stadt)        | 0  | 0  | 0  |    | 1  | ½  | 1  | 1  | 1  | 1  | 5½     |
| 05 | Thomas Casper (Carl Zeiss Jena)            | 1  | ½  | ½  | 0  |    | ½  | 0  | ½  | ½  | 1  | 4½     |
| 06 | Joachim Brüggemann (EVB/Funkwerk Erfurt)   | 0  | ½  | 0  | ½  | ½  |    | 1  | 1  | ½  | ½  | 4½     |
| 07 | Wolfgang Richter (Motor Steinach)          | ½  | ½  | 0  | 0  | 1  | 0  |    | 0  | ½  | 1  | 3½     |
| 08 | Norbert Westphal (Post Dresden)            | 0  | 0  | 1  | 0  | ½  | 0  | 1  |    | ½  | 0  | 3      |
| 09 | Lothar Zinn (AdW Berlin)                   | 0  | ½  | 0  | 0  | ½  | ½  | ½  | ½  |    | ½  | 3      |
| 10 | Klaus-Dieter Heckert (Vorwärts Strausberg) | 0  | 0  | 0  | 0  | 0  | ½  | 0  | 1  | ½  |    | 2      |

## Meisterschaft der Damen
Petra Feustel gewann zum zweiten Mal den DDR-Meistertitel. Die Entscheidung fiel in der letzten Runde, als Brigitte Hofmann nach schwacher Partie gegen Irene Winter verlor. In der Zeitschrift Schach wurde die bedingungslose Kampfbereitschaft der Siegerin hervorgehoben während andere Spieler für eine Reihe kurzzügiger Remispartien kritisiert wurden.

### Abschlusstabelle
|    | Teilnehmer                             | 01 | 02 | 03 | 04 | 05 | 06 | 07 | 08 | 09 | 10 | 11 | 12 | 13 | 14 | Punkte |
| -- | -------------------------------------- | -- | -- | -- | -- | -- | -- | -- | -- | -- | -- | -- | -- | -- | -- | ------ |
| 01 | Petra Feustel (SG Leipzig)             |    | ½  | 1  | ½  | 1  | 1  | ½  | ½  | 1  | 1  | ½  | ½  | ½  | 1  | 9½     |
| 02 | Brigitte Hofmann (Buna Halle-Neustadt) | ½  |    | ½  | 1  | ½  | ½  | 1  | 1  | 1  | 1  | 0  | 0  | 1  | 1  | 9      |
| 03 | Annett Michel (Buna Halle-Neustadt)    | 0  | ½  |    | ½  | ½  | 1  | 0  | 0  | 1  | 1  | 1  | 1  | 1  | 1  | 8½     |
| 04 | Marion Worch (Buna Halle-Neustadt)     | ½  | 0  | ½  |    | 0  | 0  | 1  | ½  | 1  | 1  | 1  | ½  | 1  | 1  | 8      |
| 05 | Eveline Nünchert (PH Potsdam)          | 0  | ½  | ½  | 1  |    | ½  | ½  | ½  | ½  | ½  | ½  | ½  | ½  | 1  | 7      |
| 06 | Lieselotte Janssen (Chemie Colditz)    | 0  | ½  | 0  | 1  | ½  |    | ½  | 1  | 0  | ½  | 1  | ½  | ½  | ½  | 6½     |
| 07 | Gabriele Just (Lok Mitte Leipzig)      | ½  | 0  | 1  | 0  | ½  | ½  |    | 1  | 0  | 0  | 0  | 1  | 1  | ½  | 6      |
| 08 | Ulricke Seidemann (PH Potsdam)         | ½  | 0  | 1  | ½  | ½  | 0  | 0  |    | 1  | ½  | 1  | 0  | ½  | ½  | 6      |
| 09 | Marion Pranner (Dynamo Halle)          | 0  | 0  | 0  | 0  | ½  | 1  | 1  | 0  |    | 1  | 1  | ½  | ½  | 0  | 5½     |
| 10 | Carola Manger (Motor Weimar)           | 0  | 0  | 0  | 0  | ½  | ½  | 1  | ½  | 0  |    | 1  | 1  | ½  | ½  | 5½     |
| 11 | Irene Winter (Motor Weimar)            | ½  | 1  | 0  | 0  | ½  | 0  | 1  | 0  | 0  | 0  |    | ½  | 1  | ½  | 5      |
| 12 | Heidrun Bade (PH Potsdam)              | ½  | 1  | 0  | ½  | ½  | ½  | 0  | 1  | ½  | 0  | ½  |    | 0  | 0  | 5      |
| 13 | Gesine Camin (Motor Wernigerode)       | ½  | 0  | 0  | 0  | ½  | ½  | 0  | ½  | ½  | ½  | 0  | 1  |    | 1  | 5      |
| 14 | Monika Melzer (Lok Karl-Marx-Stadt)    | 0  | 0  | 0  | 0  | 0  | ½  | ½  | ½  | 1  | ½  | ½  | 1  | 0  |    | 4½     |

### Dreiviertelfinale
Das Dreiviertelfinale der Damen fand im Juli 1975 im Schachdorf Ströbeck statt. Schiedsrichter war Paul Werner Wagner.
Gruppe 1
|   | Teilnehmer                              | 01 | 02 | 03 | 04 | 05 | 06 | 07 | 08 | Punkte |
| - | --------------------------------------- | -- | -- | -- | -- | -- | -- | -- | -- | ------ |
| 1 | Annett Michel (Buna Halle-Neustadt)     |    | 1  | 0  | 1  | 1  | 1  | 1  | 1  | 6      |
| 2 | Gesine Camin (Motor Wernigerode)        | 0  |    | 1  | 1  | ½  | 1  | 1  | 1  | 5½     |
| 3 | Carola Manger (Motor Weimar)            | 1  | 0  |    | 0  | ½  | 1  | 1  | 1  | 4½     |
| 4 | Jutta Scholz (Wissenschaft Potsdam)     | 0  | 0  | 1  |    | 0  | 1  | 1  | 1  | 4      |
| 5 | Luise Baumann (Motor Weimar)            | 0  | ½  | ½  | 1  |    | ½  | ½  | 1  | 4      |
| 6 | Sabine Franzke (Fortschritt Nord Forst) | 0  | 0  | 0  | 0  | ½  |    | 1  | 1  | 2½     |
| 7 | Andrea Frenzel (Empor Potsdam)          | 0  | 0  | 0  | 0  | ½  | 0  |    | 1  | 1½     |
| 8 | Birgit Boldt (Post Ludwigslust)         | 0  | 0  | 0  | 0  | 0  | 0  | 0  |    | 0      |

Gruppe 2
|   | Teilnehmer                           | 01 | 02 | 03 | 04 | 05 | 06 | 07 | 08 | Punkte |
| - | ------------------------------------ | -- | -- | -- | -- | -- | -- | -- | -- | ------ |
| 1 | Marion Pranner (Dynamo Halle)        |    | 0  | 1  | 0  | 1  | 1  | 1  | 1  | 5      |
| 2 | Heidrun Bade (Wissenschaft Potsdam)  | 1  |    | 0  | ½  | ½  | 1  | 1  | 1  | 5      |
| 3 | Hannelore Kube (Medizin Erfurt)      | 0  | 1  |    | ½  | 1  | 0  | 1  | 1  | 4½     |
| 4 | Christel Kluß (Aktivist Lauchhammer) | 1  | ½  | ½  |    | 0  | 1  | 1  | ½  | 4½     |
| 5 | Martina Müller (Lok Karl-Marx-Stadt) | 0  | ½  | 0  | 1  |    | 1  | ½  | 1  | 4      |
| 6 | Bärbel Schulz (Motor Wolgast)        | 0  | 0  | 1  | 0  | 0  |    | 0  | 1  | 2      |
| 7 | Regine Braun (Chemie Köpenick)       | 0  | 0  | 0  | 0  | ½  | 1  |    | ½  | 2      |
| 8 | Cornelia Hobusch (Stahl Hettstedt)   | 0  | 0  | 0  | ½  | 0  | 0  | ½  |    | 1      |

Gruppe 3
|     | Teilnehmer                              | 01 | 02 | 03 | 04 | 05 | 06 | 07 | 08 | Punkte |
| --- | --------------------------------------- | -- | -- | -- | -- | -- | -- | -- | -- | ------ |
| 1   | Ulricke Seidemann (PH Potsdam)          |    | 0  | 1  | 1  | 1  | 1  | 1  | 1  | 6      |
| 2   | Lieselotte Janssen (Chemie Colditz)     | 1  |    | 0  | ½  | ½  | 1  | 1  | 1  | 5      |
| 3   | Irene Winter (Motor Weimar)             | 0  | 1  |    | 0  | 1  | ½  | 1  | 1  | 4½     |
| 4   | Christine Lesky (Lok Dresden)           | 0  | ½  | 1  |    | 0  | 1  | 1  | 1  | 4½     |
| 5   | Helmi Walter (Motor Wildau)             | 0  | ½  | 0  | 1  |    | ½  | 1  | 1  | 4      |
| 6   | Hannelore Liebs (Medizin Görlitz)       | 0  | 0  | ½  | 0  | ½  |    | 1  | 1  | 3      |
| 7/8 | Bärbel Müller (Vorwärts Strausberg)     | 0  | 0  | 0  | 0  | 0  | 0  |    | ½  | 0½     |
| 7/8 | Gertrud Mauermann (Fortschritt Pößneck) | 0  | 0  | 0  | 0  | 0  | 0  | ½  |    | 0½     |

## Jugendmeisterschaften
| Altersklasse | männlich                       | weiblich                        |
| ------------ | ------------------------------ | ------------------------------- |
| Schüler C    | Thomas Peuker (TSG Wittenberg) | Hanna Großmann (Genthin)        |
| Schüler B    | André Kriese (Berlin)          | Birgit Gaffron (MoGoNo Leipzig) |
| Schüler A    | Raj Tischbierek (SG Leipzig)   | Martina Keller (MK Allstedt)    |
| Jugend       | Olaf Raitza (Rostock)          | Petra Feustel (SG Leipzig)      |

Das Ergebnis der erstmals ausgetragenen Schüler-D-Meisterschaft (Altersklasse bis 8 Jahre) liegt nicht vor.